# کوپا ریو (تورنمنت بین‌المللی)
کوپا ریو (جام ریو) اولین تورنمنت بین قاره‌ای فوتبال باشگاهی با حضور تیم‌هایی از اروپا و آمریکای جنوبی بود که در دو نوبت در سال‌های ۱۹۵۱ و ۱۹۵۲ در برزیل برگزار شد. هر دو نسخه توسط کنفدراسیون ورزشی برزیل، فدراسیون فوتبال برزیل و بدنه اصلی ورزش سازماندهی و تأیید شدند. این مسابقات اغلب در برزیل به عنوان یک تورنمنت رسمی در نظر گرفته می‌شود، حداقل تا آنجا که به باشگاه‌های برزیل مربوط می‌شود (از سال ۱۹۵۵، اساسنامه فیفا، مسابقات باشگاهی بین‌المللی را که منحصراً توسط اتحادیه‌های ملی فوتبال تأیید می‌شود، رسمی تلقی نمی‌کند). نام کوپا ریو، ادای احترامی به شهر ریو دو ژانیرو بود. نسخه ۱۹۵۱ این رقابت‌ها نیز توسط اتحادیه فوتبال برزیل و مطبوعات به عنوان «جام جهانی باشگاه‌ها» یا «جام قهرمانان جهان» مورد استقبال قرار گرفت. اگرچه ممکن است برخی از رقابت‌های باشگاهی قبلی (قهرمانی فوتبال جهان، جام سیر توماس لیپتون، کوپا ملت‌ها) به عنوان «مسابقه باشگاه‌های جهان» شناخته شده باشند، کوپا ریو اولین تلاش برای ایجاد جام جهانی باشگاه‌ها با دامنه بین قاره‌ای بود.
دو دوره کوپا ریو در سال‌های ۱۹۵۱ و ۱۹۵۲ برگزار شد. باشگاه برزیلی پالمیراس قهرمان تورنمنت ۱۹۵۱ شد و فلومیننزه از برزیل و یکی از سازمان‌دهنده‌های دوره ۱۹۵۲، در سال ۱۹۵۲ برنده رقابت‌ها شد. در سال‌های ۱۹۵۱ و ۱۹۵۲، کوپا ریو با برگزاری جام لاتین مواجه شد، زیرا برخی از باشگاه‌های اروپایی از شرکت در جام لاتین خودداری کردند تا در جام دوم شرکت کنند. در سال ۱۹۵۲، کوپا ریو با برگزاری جام  باشگاه‌های جهان کوچک ۱۹۵۲ مواجه شد، زیرا میلوناریوس و رئال مادرید از شرکت در جام باشگاه‌ها به منظور شرکت در دومی خودداری کردند. جانشین کوپا ریو ۱۹۵۱–۱۹۵۲، جام اکتوگونال ریواداویا کوریا مایر بود که در سال ۱۹۵۳ برگزار و واسکو دوگاما برنده شد. اتحادیه فوتبال اروگوئه جام باشگاه‌های بین قاره‌ای خود را بر اساس کوپا ریو راه اندازی کرد و به نام کوپا مونته ویدئو نام گرفت که در سال‌های ۱۹۵۳ و ۱۹۵۴ در اروگوئه انجام شد و به ترتیب تیم‌های ناسیونال و پنیارول برنده شدند. آخرین تلاش اتحادیه فوتبال برزیل برای ایجاد جام باشگاه‌های بین قاره‌ای در سال ۱۹۵۵ رخ داد، که با قهرمانی کورینتیانس در جام چارلز میلر، در همان سال جام باشگاه‌های اروپا راه‌اندازی شد و به اولویت اصلی بین‌المللی باشگاه‌های فوتبال اروپا تبدیل شد. در سال ۱۹۶۰، لیگ بین‌المللی فوتبال در آمریکا به عنوان تلاش دیگری برای ایجاد یک «جام جهانی باشگاهی» در امتداد خطوط کوپا ریو افزایش یافت، اما، به عنوان یک «افتخار قهرمان جهان»، اهمیت آن تحت الشعاع جام بین قاره‌ای قرار گرفت.

## تاریخچه

### شکل‌گیری
این مسابقه زاییده فکر ماریو فیلهو، روزنامه‌نگار ورزشی برزیلی از روزنامه جورنال دوس اسپورتس بود که آن را به عنوان یک جام جهانی برای باشگاه‌ها (بر اساس جام جهانی فوتبال برای کشورها، که در سال ۱۹۵۰ در برزیل برگزار شد) در نظر گرفت که به‌طور دائم در برزیل برگزار می‌شود؛ که این کار، ریو دو ژانیرو را تبدیل به "پایتخت فوتبال باشگاهی جهان" می‌کند. ماریو فیلهو این ایده را در سال ۱۹۵۰ و در جریان جام جهانی فوتبال ۱۹۵۰ مطرح کرد و این ایده را به عنوان یک "نسخه باشگاهی" احتمالاً امیدوارکننده از جام جهانی فوتبال مطرح کرد، زیرا این ایده توسط ژول ریمه، اوتورینو باراسی و استنلی راس تحسین شد. اتحادیه فوتبال برزیل ایده ماریو فیلهو را تأیید کرد و مسابقات را با هدف ایجاد جام جهانی باشگاه‌ها برگزار کرد. دو مقام عالی‌رتبه فیفا به سازماندهی مسابقات کمک کردند، مدل مسابقات را شکل دادند و به متقاعد کردن باشگاه‌های اروپایی برای شرکت در آن کمک کردند: اوتورینو باراسی و استنلی روس (دومی فقط برای مسابقات سال ۱۹۵۱ شرکت کرده بود، در حالی که اولی در هر دو تورنمنت و همچنین برای تورنمنت جانشین سال ۱۹۵۳ حضور داشت. به همین دلیل باراسی اغلب در سال ۱۹۵۱ شخصاً به ریو دو ژانیرو می‌آمد) ژول ریمه، رئیس فیفا، اظهاراتی در مورد ستایش و آرزوی موفقیت برای ابتکار فدراسیون فوتبال برزیل ارائه کرد. فدراسیون فوتبال و مطبوعات برزیل، در زمان برگزاری مسابقات در سال ۱۹۵۱، آن را «جام جهانی باشگاهی» یا «جام قهرمانان جهان» نامیدند، برچسبی که بعداً به جام بین قاره‌ای (۱۹۶۰–۲۰۰۴) و جام باشگاه‌های جهان فیفا اطلاق شد.

### سازماندهی
ایده این بود که قهرمانان فعلی لیگ‌های ملی فوتبال جهان دور هم جمع شوند تا قهرمان باشگاه‌های جهان را بر اساس مدل «جام قهرمانان» مسابقاتی مانند جام لاتین و جام قهرمانان آمریکای جنوبی مشخص شود. مدلی که در سال ۱۹۵۵ برای ایجاد لیگ قهرمانان اروپا مورد استفاده قرار گرفت. در ابتدا، با توجه به تعداد شرکت کنندگان در نظر گرفته شده در جام جهانی، یک جام ۱۶ باشگاهی در نظر گرفته شد. با این حال، این پیشنهاد به زودی به یک جام ۸ باشگاهی کوتاه شد. در سال ۱۹۵۱، نه رده‌بندی فیفا وجود داشت و نه هیچ «تورنمنت صلاحیت‌داری» برای باشگاه‌ها برای راهیابی به رقابت‌های باشگاهی بین قاره‌ای (از سال ۱۹۶۰ به بعد، جام‌های لیگ قهرمانان اروپا و لیبرتادورس به عنوان «تورنمنت‌های مقدماتی» برای جام بین قاره‌ای عمل می‌کردند). در سال ۱۹۵۱، سازمان دهندگان کوپا ریو (فدراسیون فوتبال برزیل، اوتورینو باراسی، استنلی روس، ماریو فیلهو) مجبور شدند به دیدگاه خود در مورد تاریخ فوتبال (عمدتا تاریخ جام جهانی فوتبال) تکیه کنند تا بتوانند قوی‌ترین لیگ‌های ملی فوتبال را انتخاب کنند که باشگاه‌های قهرمان آن به کوپا ریو دعوت خواهند شد. به گزارش روزنامه‌های برزیلی او استادیو ده سائو پائولو و جورنال دو برزیل و روزنامه اسپانیایی ال موندو دپورتیوو، برنامه اولیه ۸ باشگاهی اتحادیه فوتبال برزیل (سازمان‌دهنده کوپا ریو) سازماندهی رقابت با باشگاه‌های قهرمان فعلی لیگ‌های ایالتی ریو دو ژانیرو و سائوپائولو (اولین جام ملی برزیل با نام تاچا برزیل تا سال ۱۹۵۹ تأسیس نشد و لیگ‌های ایالتی ریو دو ژانیرو و سائوپائولو قوی‌ترین لیگ‌های ایالتی برزیل بودند - و هنوز هم هستند) بود. به عنوان قهرمان باشگاهی از اروگوئه، ایتالیا، اسپانیا، انگلیس (شرکت کنندگان در جام جهانی فوتبال ۱۹۵۰، که در برزیل برگزار شد، بدون ذکر وضعیت اروگوئه و ایتالیا به عنوان قهرمانان سابق جام جهانی فوتبال و انگلیس به عنوان بنیانگذاران این ورزش)، پرتغال (قهرمانان پرتغال به منظور جلب رضایت جامعه عظیم پرتغالی ساکن در ریو دو ژانیرو و سائوپائولو دعوت شدند) و اسکاتلند (براساس موفقیت اسکاتلند در مسابقات قهرمانی خانگی بریتانیا).
باید در نظر داشت که در سال ۱۹۵۱، برخی از کشورها (مانند هلند، بلژیک، دانمارک، کلمبیا، شیلی، مکزیک و غیره) هنوز به عنوان کشورهای قدرتمند فوتبال در نظر گرفته نمی‌شدند (با توجه به تاریخچه جام جهانی ۱۹۳۰–۱۹۵۰). و آلمان و کشورهای پرده آهنین (اتحاد جماهیر شوروی، مجارستان، لهستان، چکسلواکی، بلغارستان و رومانی) به دلیل تنش‌های اوایل جنگ سرد، از فوتبال بین‌المللی حذف شدند. اگرچه آرژانتین قبلاً کشوری بسیار مرتبط در فوتبال بود، فدراسیون فوتبال برزیل از تیم‌های آرژانتینی برای شرکت در کوپا ریو دعوت نکرد، زیرا آرژانتینی‌ها ترجیح دادند در جام جهانی فوتبال ۱۹۵۰ که در برزیل برگزار شد شرکت نکنند (انجمن‌های فوتبال برزیل و آرژانتین روابط خود را قطع کردند. پس از نزاع در سال ۱۹۴۶ در مسابقه‌ای بین دو تیم ملی که منجر به غیبت آرژانتین در جام جهانی ۱۹۵۰ و از این رو در کوپا ریو ۱۹۵۱ شد.
برخی از کشورهای دیگر به‌طور مختصر توسط اتحادیه فوتبال برزیل به عنوان احتمالات برای کوپا ریو در نظر گرفته شدند (به عنوان مثال سوئد، مقام سوم در جام جهانی فوتبال ۱۹۵۰ که قهرمان آن، مالمو دعوت نشد، زیرا این باشگاه در بازدید قبلی تماشاگران فوتبال برزیل را خشنود نکرده بود) اما برنامه نهایی فدراسیون فوتبال برزیل برای سازماندهی کوپا ریو شامل یک جام ۸ تیمی با قهرمانان حاکم (فصل ۱۹۵۰ آمریکای جنوبی و فصل ۱۹۵۰/۱۹۵۱ اروپا) ریو دو ژانیرو، سائوپائولو، پرتغال، اسپانیا، انگلیس، اسکاتلند، ایتالیا و اروگوئه ختم شد. با این حال، هیچ باشگاه انگلیسی یا اسپانیایی شرکت در کوپا ریو را نپذیرفت: تاتنهام، نیوکاسل یونایتد، هیبرنین، بارسلونا و اتلتیکو مادرید همگی به کوپا ریو ۱۹۵۱ دعوت شدند و از شرکت در آن خودداری کردند (در مورد تیم مادریدی، آنها ظاهراً به دلیل نزدیکی تاریخ‌های آن به جام لاتین، شرکت در کوپا ریو را رد کردند).
بنابراین، اتحادیه فوتبال برزیل از تیم‌های دیگر کشورها برای شرکت در کوپا ریو دعوت کرد: نیس از فرانسه، آستریا وین از اتریش (در آن زمان، موفق‌ترین فدراسیون در جام میتروپا بود)، و ستاره سرخ بلگراد از یوگسلاوی (رتبه بعدی در جام جهانی ۱۹۵۰). با این حال، نماینده اتریش، قهرمان ملی قبلی (فصل ۱۹۴۹–۵۰) بود، درحالی که باشگاه دیگری، راپید وین، قهرمان اتریش (فصل ۱۹۵۰–۵۱) بود. راپید وین توسط اتحادیه فوتبال برزیل به کوپا ریو دعوت نشد زیرا این باشگاه در تور قبلی خود به این کشور تماشاگران برزیلی را ناراضی کرده بود. در مورد نماینده ایتالیا، اتحادیه فوتبال برزیل از آث میلان (قهرمان ۱۹۵۰–۵۱) ایتالیا دعوت کرد که از شرکت در مسابقات امتناع کرد (ظاهراً به دلیل نزدیکی تاریخ بین کوپا ریو و جام لاتین) و در نتیجه برگزارکنندگان مسابقات قبلی را دعوت کردند. قهرمان ایتالیا، یوونتوس در کوپا ریو شرکت کرد. همچنین در سال ۱۹۵۱، برای اولین دوره مسابقات، باشگاه مکزیکی اطلس درخواست شرکت کرد و رد شد، در حالی که فدراسیون فوتبال هند درخواست شرکت یک باشگاه نماینده را داد و همچنین رد شد؛ بنابراین، لیست نهایی شرکت کنندگان در کوپا ریو ۱۹۵۱ به این شرح شد: واسکو دوگاما (قهرمان ایالتی ریو دو ژانیرو ۱۹۵۰)، پالمیراس (قهرمان ایالت سائوپائولو ۱۹۵۰)، اسپورتینگ (قهرمان پرتغال ۱۹۵۰–۵۱)، آستریا وین (قهرمان اتریش ۱۹۴۹–۵۰)، ناسیونال (قهرمان اروگوئه ۱۹۵۰)، ستاره سرخ بلگراد (قهرمان یوگسلاوی ۱۹۵۱)، یوونتوس (قهرمان ایتالیا ۱۹۴۹–۵۰) و نیس (قهرمان فرانسه ۱۹۵۰–۵۱). نمایندگان ریو دو ژانیرو، سائوپائولو، پرتغال، اروگوئه، یوگسلاوی و فرانسه قهرمانان لیگ‌های خود نیز بودند. پالمیراس قهرمان کوپا ریو ۱۹۵۱ شد.
در سال ۱۹۵۲، فدراسیون فوتبال برزیل به فلومیننزه اجازه داد تا دومین دوره مسابقات را به عنوان بخشی از جشن‌های پنجاهمین سالگرد فلومیننزه سازماندهی کند (دومین دوره مسابقات در ابتدا برای سال ۱۹۵۳ برنامه‌ریزی شده بود، اما برای جشن‌های سالگرد فوق‌الذکر تا سال ۱۹۵۲ پیش رفت). در سال ۱۹۵۲، هیچ باشگاه انگلیسی، اسپانیایی، فرانسوی یا ایتالیایی دعوت به شرکت در کوپا ریو را نپذیرفت؛ از جمله یوونتوس، آث میلان، اینتر میلان، هیبرنین، نیوکاسل یونایتد، منچستر یونایتد، بارسلونا، رئال مادرید و نیس. در مورد یوونتوس، بارسلونا و نیس، این سه در جام لاتین ۱۹۵۲ شرکت کردند که تاریخ‌های نزدیک این تورنمنت به تاریخ کوپا ریو، دلیل احتمالی کناره‌گیری آنها بود. در مورد رئال مادرید، آنها شرکت در جام باشگاه‌های جهان کوچک ۱۹۵۲ را که در کاراکاس برگزار شد، در اولویت قرار دادند؛ بنابراین، فلومیننزه و اتحادیه فوتبال برزیل از تیم‌هایی از آرژانتین، پاراگوئه، کلمبیا، سوئیس و آلمان غربی دعوت کردند که برای دوره ۱۹۵۱ مسابقات دعوت نشدند. در مورد دعوت کلمبیایی، میلوناریوس، آنها نیز شرکت در جام باشگاه‌های جهان کوچک ۱۹۵۲ را در اولویت قرار دادند.
در سال ۱۹۵۲، اتحادیه فوتبال آرژانتین به قهرمان ملی خود ،راسینگ برای شرکت در کوپا ریو خودداری کرد، همچنین باشگاه نورنبرگ (آلمان غربی) در سال ۱۹۵۲ به دلیل قانون فدرال آلمان غربی ۱۹۵۰–۵۲ که باشگاه‌های ملی را از شرکت در مسابقات منع می‌کرد، از شرکت در مسابقات منع شد. در خارج از کشور (زاربروکن حضور پیدا کرد، زیرا این قانون به دلایل سیاسی برای باشگاه‌های تحت حمایت زار اعمال نمی‌شد). در سال ۱۹۵۲، دینامو زاگرب (در آن زمان یوگسلاوی، کرواسی کنونی) درخواست مشارکت کرد و رد شد؛ بنابراین، لیست نهایی شرکت کنندگان در کوپا ریو ۱۹۵۲ به این ترتیب به پایان رسید: فلومیننزه (قهرمان ایالتی ریو دو ژانیرو ۱۹۵۱)، کورینتیانس (قهرمان ایالت سائوپائولو ۱۹۵۱)، آستریا وین (نایب قهرمان اتریش ۱۹۵۱–۵۱)، گراس‌هاپر. (قهرمان سوئیس ۱۹۵۱–۵۲)، لیبرتاد (نایب قهرمان پاراگوئه ۱۹۵۲)، پنیارول (قهرمان اروگوئه ۱۹۵۱)، اسپورتینگ (قهرمان پرتغال ۱۹۵۱–۵۲) و زاربروکن (قهرمان آلمان جنوب غربی ۱۹۵۱–۵۲ و نایب قهرمان آلمان غربی ۱۹۵۲). نمایندگان ریو دو ژانیرو، سائوپائولو، پرتغال، اروگوئه و سوئیس قهرمانان فعلی (در آن زمان) لیگ‌های خود بودند، در حالی که زاربروکن قهرمان جنوب غربی آلمان بود، اما در آخرین مسابقه قهرمانی آلمان غربی شکست خورد. فلومیننزه در سال ۱۹۵۲ قهرمان کوپا ریو شد.
هر دو دوره این رقابت‌ها بین هشت تیم از اروپا و آمریکای جنوبی برگزار شد که به دو گروه چهار تیمی تقسیم شدند، یکی در سائوپائولو و دیگری در ریو دو ژانیرو. مسابقات در ورزشگاه پاکائمبو در سائوپائولو و ورزشگاه ماراکانا در ریو دو ژانیرو برگزار شد.

### تأثیر در اروپا

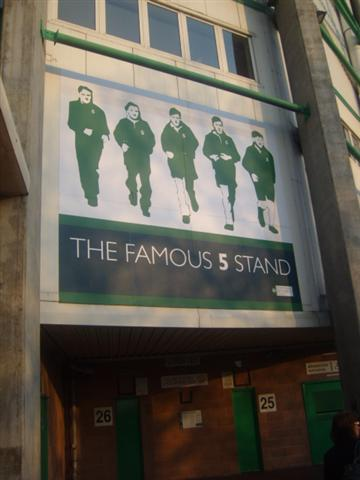
در ورزشگاه خیابان شرقی هیبرنین، تصویری از پنج نفر معروف، که بازیکنان اصلی غیر برزیلی در مسابقات ۱۹۵۳ بودند. هیبرنین، قهرمان اسکاتلند پس از امتناع از شرکت در کوپا ریو ۱۹۵۱ و ۱۹۵۲ در جام ۱۹۵۳ شرکت کرد و این باشگاه از خود به عنوان «اولین باشگاه بریتانیایی که در مسابقات قهرمانی باشگاه‌های جهان در سال ۱۹۵۳ بازی کرد» یاد می‌کند.

در میان شش کشوری که بعداً بر فوتبال باشگاهی اروپا تسلط یافتند (انگلیس، ایتالیا، اسپانیا، آلمان، هلند و پرتغال)، دو کشور مانند آلمان و هلند که به کوپا ریو ۱۹۵۱ دعوت نشدند در جام جهانی فوتبال ۱۹۵۰ که در برزیل برگزار شد شرکت نکردند، با در نظر گرفتن اینکه در آن زمان هلند هنوز به عنوان یک قدرت فوتبال مرتبط شناخته نمی‌شد و آلمان به دلیل تنش‌های سیاسی در اوایل جنگ سرد، از فوتبال بین‌المللی کنار گذاشته شد (همان‌طور که در آن زمان همه کشورهای پرده آهنین: اتحاد جماهیر شوروی، لهستان، مجارستان، رومانی، بلغارستان و چکسلواکی از فوتبال بین‌المللی حذف شدند). همچنین لازم است ذکر شود که باشگاه‌های آلمان و هلند از حضور در جام بین قاره‌ای در دهه ۱۹۷۰ خودداری کردند که شاید نشان دهنده بی‌تفاوتی این کشورها برای رقابت‌های باشگاهی بین قاره‌ای باشد. در مورد باشگاه‌های بریتانیایی، هر دو باشگاه انگلیسی و اسکاتلندی به کوپا ریو دعوت شدند که از شرکت در مسابقات خودداری کردند و بی‌تفاوتی آنها برای بازی در کوپا ریو را می‌توان با بی‌تفاوتی آنها برای بازی در جام بین قاره‌ای در دهه ۱۹۷۰ یا بازی در جام جهانی فوتبال در دهه ۱۹۳۰ در این کشور مقایسه کرد.
در مورد کشورهای اروپای لاتین (ایتالیا، فرانسه، پرتغال و اسپانیا)، باشگاه‌ها و فدراسیون‌های فوتبال ملی، جام لاتین را در اولویت قرار دادند؛ که توسط اوتورینو باراسی و ژول ریمه ایجاد شده و به‌طور مشترک توسط اتحادیه‌های ملی چهار کشور شرکت‌کننده سازماندهی شده‌است. از آنجایی که تاریخ‌های بین کوپا ریو و جام لاتین نزدیک بود (و باشگاه‌های اروپایی موظف شدند پس از پایان فصل اروپا به بازیکنان خود مرخصی بدهند)، ۲ باشگاه در سال ۱۹۵۱ (آث میلان و اتلتیکو مادرید) و ۳ باشگاه در سال ۱۹۵۲. (بارسلونا، یوونتوس و نیس) ظاهراً به منظور اولویت دادن به جام لاتین، از حضور در کوپا ریو امتناع کردند. این را می‌توان با این واقعیت مقایسه کرد که بعداً، باشگاه‌های اروپایی اهمیت بسیار بیشتری نسبت به جام بین قاره‌ای و جام باشگاه‌های جهان برای لیگ قهرمانان اروپا داشتند. برخلاف سایرین، در سال ۱۹۵۱، قهرمان فرانسه، نیس، کوپا ریو را در اولویت قرار داد و جایگاه خود را در جام لاتین به لیل نایب قهرمان فرانسه واگذار کرد، و اسپورتینگ، هر سال هم جام لاتین و هم کوپا ریو را بازی می‌کرد (۱۹۵۱ و ۱۹۵۲و همچنین کوپا ریو ۱۹۵۳).
لازم است ذکر شود که به عنوان رقابتی که توسط اتحادیه فوتبال برزیل برگزار می‌شود، شرکت در کوپا ریو برای باشگاه‌های غیر برزیلی اجباری نبود. متفاوت بودن آن با جام بین قاره‌ای از دهه ۱۹۸۰ به بعد و جام باشگاه‌ها، که در آن شرکت قهرمان باشگاهی لیگ قهرمانان اروپا طبق قوانین یوفا و فیفا اجباری بود. باشگاه رئال مادرید، شرکت در کوپا ریو ۱۹۵۲ را برای بازی در جام باشگاه‌های جهان کوچک در کاراکاس رد کرد.
در ایتالیا، تنها کشور اروپایی که تا سال ۱۹۵۱ قهرمان جام جهانی فوتبال شده بود، مسابقات ۱۹۵۱ با شور و شوق مورد استقبال قرار گرفت: مطبوعات ایتالیایی این مسابقات را "پروژه‌ای تاثیرگذار" می‌دانستند که "استنلی راس و مقامات فیفا با استقبال بسیار مشتاقانه‌ای مواجه شدند؛ تا جایی که ژول ریمه تقریباً به آن یک مهر رسمی فیفا داده‌است. ". آنها همچنین در توصیف پذیرش یوونتوس برای شرکت در مسابقات ۱۹۵۱ اظهار داشتند که «یک باشگاه ایتالیایی نمی‌تواند در چنین رویداد مهم و جهانی غایب باشد». جیامپیرو بونیپرتی، ستاره اصلی یوونتوس در کوپا ریو ۱۹۵۱، در مصاحبه‌ای در سال ۲۰۰۷ با پلاکار اعلام کرد که او و هم تیمی‌هایش در کوپا ریو ۱۹۵۱ بازی کردند و آن را جام جهانی باشگاه‌ها می‌دانستند.
حداقل در پنج کشور اروپایی (سوئیس، اتریش، اسپانیا، پرتغال، و ایتالیا)، این رقابت به عنوان «قهرمانی/جام جهانی باشگاه‌ها» مورد استقبال قرار گرفت؛ یا به سادگی به عنوان «جام قهرمانان» عنوان شد.
آلفردو دی استفانو ستاره بزرگ میلوناریوس در تورنمنت کاراکاس ۱۹۵۲ بود، زمانی که ۲ بازی مقابل رئال مادرید انجام داد، باشگاهی که داخلش بعدها به یک ستاره فوتبال تبدیل شد. این مسابقات تاریخی ممکن بود در برزیل رخ بدهد، زیرا هر دو باشگاه به کوپا ریو ۱۹۵۲ دعوت شده بودند، اما از آن صرف نظر کردند تا در مسابقات کاراکاس شرکت کنند.

### تأثیر در آمریکای جنوبی

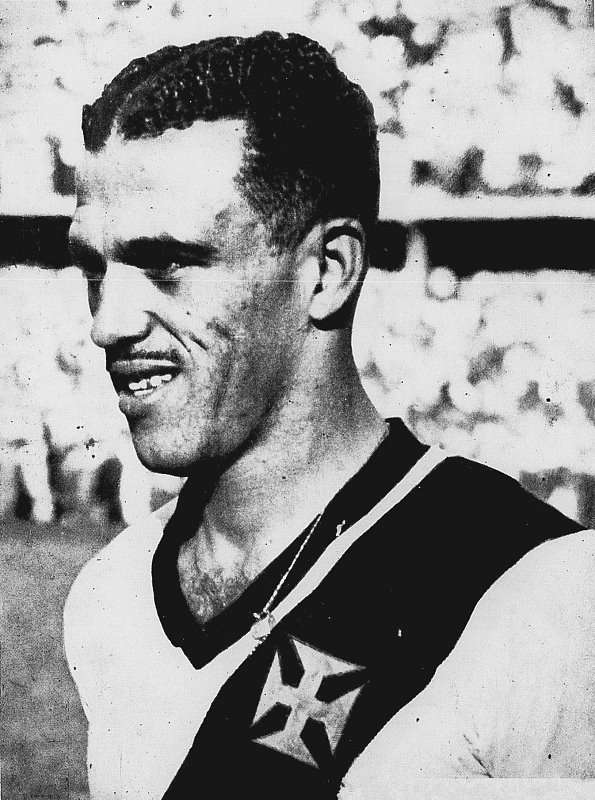
جیر دا روزا پینتو که در جام جهانی فوتبال ۱۹۵۰ با برزیل و کوپا ریو ۱۹۵۱ با پالمیراس بازی کرد، گفت: «در سال ۱۹۵۱ همان چیزی شدم که در سال ۱۹۵۰ نشده بودم: قهرمان جهان فوتبال».

در سال ۱۹۵۱، کل مطبوعات برزیل (۱۵ روزنامه برزیلی که در مورد این موضوع تحقیق کرده‌اند) از این رقابت به عنوان «جام قهرمانان جهان» استقبال کردند. در سال ۱۹۵۱ واسکو دوگاما سفر خود را به اروپا لغو کرد تا در کوپا ریو بازی کند و در سال ۱۹۵۳ واسکو دوگاما برای بازی در مسابقات جانشین کوپا ریو در سال ۱۹۵۳، دعوت به بازی «جام باشگاه‌های جهان کوچک» در سال ۱۹۵۳ را رد کرد. . قهرمان اروگوئه در هر دو دوره کوپا ریو شرکت کرد، چیزی که می‌توان آن را نشانه اعتبار مسابقات در آن کشور تعبیر کرد، تنها کشور آمریکای جنوبی که تا سال ۱۹۵۱ قهرمان جام جهانی فوتبال شده بود. علاوه بر این، لیگ اروگوئه در سال ۱۹۵۱ قطع شد تا به تیم قهرمان لیگ، باشگاه ناسیونال اجازه دهد تا در کوپا ریو شرکت کند، و در همان سال اتحادیه فوتبال اروگوئه به اتحادیه فوتبال برزیل پیشنهاد داد که اروگوئه میزبان دومین دوره مسابقات باشد. با این حال، در سال ۱۹۵۲، باشگاه پنیارول اروگوئه در بازی برگشت نیمه نهایی خود از کوپا ریو کنار رفت، که منجر به محرومیت تیمش مقابل کورینتیانس شد و دلیل آن «عدم امنیت» پس از پایان اولین بازی نیمه نهایی آنها بود. باشگاه میلوناریوس از شرکت در کوپا ریو ۱۹۵۲ برای بازی در جام باشگاه‌های جهان کوچک در کاراکاس امتناع کرد.

### انحلال
قبلاً در سال ۱۹۵۱، این رقابت در مطبوعات برزیل مورد انتقاد قرار گرفت، زیرا کیفیت شرکت کنندگان در نهایت بسیار پایین‌تر از برنامه اصلی بود، چون بسیاری از باشگاه‌های اروپایی دعوت شدند و شرکت نکردند. در میان کشورهای اروپایی که در ابتدا برای حضور در کوپا ریو در نظر گرفته شده بود، پرتغال به منظور جلب رضایت جامعه بزرگ پرتغالی-برزیلی انتخاب شد، نه به دلیل معیارهای مبتنی بر فوتبال. در میان ۴ کشور اروپایی که در ابتدا به دلیل قدرت فوتبالی خود در کوپا ریو در نظر گرفته شده بودند (ایتالیا، اسپانیا، انگلیس، اسکاتلند)، تنها یک کشور (ایتالیا) در کوپا ریو ۱۹۵۱ حضور داشت و باشگاه قهرمان آن (آث میلان) در مسابقات حضور نداشت و یوونتوس بجای آنها رفت. در آستانه کوپا ریو ۱۹۵۱، روزنامه برزیلی او استادیو ده سائو پائولو مقاله‌ای منتشر کرد که در آن عنوان می‌کرد نباید این رقابت‌ها را جام «جهانی» یا «باشگاه‌های قهرمان» نامید، زیرا ارزش هیچ برچسبی را ندارد.
همین روزنامه همچنین تأکید کرد که مسابقاتی مانند کوپا ریو باید به‌طور ایده‌آل توسط فیفا سازماندهی شود؛ در تاریخ‌هایی که فیفا از قبل تعیین کرده و اعلام می‌کند، زیرا این تصور وجود داشت که تاریخ‌های تعیین شده توسط فدراسیون فوتبال برزیل برای کوپا ریو مطابق با علاقه باشگاه‌های اروپایی نیست. در نتیجه تعدادی از آنها از حضور در این مسابقات خودداری کردند. از آنجایی که لیست نهایی شرکت کنندگان در سال ۱۹۵۱ مشخص شد که کیفیت طرح اولیه را ندارد، این واقعیت توسط مطبوعات ایتالیایی نیز مورد انتقاد قرار گرفت. به عنوان مثال، ویتوریو پوتسو مقاله‌ای نوشت و در آن از کوپا ریو به دلیل عدم حضور نمایندگان آرژانتین، اسکاتلند و انگلیس انتقاد کرد. روزنامه ایتالیایی کوریره دلو اسپورت در سال ۱۹۵۱ اعلام کرد که پس از انصراف باشگاه‌های اسپانیایی، انگلیسی و اسکاتلندی از شرکت در کوپا ریو، رقابت‌ها «به یک جام دعوتی کاهش یافت». («فنجان با دعوت»، ظاهراً به معنای فنجانی است که معیارهای صلاحیت مشخصی ندارد).
بنابراین، در ژوئن ۱۹۵۱، اتحادیه فوتبال برزیل اعلام کرد که نسخه‌های بعدی مسابقات (پس از سال ۱۹۵۱) تنها با نام تاسا ریو یا کوپا ریو، بدون برچسب «جام قهرمانان جهان» مورد استفاده قرار می‌گیرد. علاوه بر این، در مورد کوپا ریو ۱۹۵۲، او استادیو ده سائو پائولو مقاله‌ای در آستانه این رقابت‌ها منتشر کرد و بیان کرد که پنیارول تنها تیم واقعاً ارزشمند از ۶ شرکت کننده خارجی است؛ زیرا در میان ۴ کشور اروپایی که در ابتدا برای حضور در کوپا ریو در نظر گرفته شده بود به دلیل قدرت فوتبالی آنها (ایتالیا، اسپانیا، انگلیس، اسکاتلند)، هیچ‌یک در کوپا ریو ۱۹۵۲ حضور نداشتند. احتمالاً در نتیجه این حقیقت، فقط ۳ روزنامه برزیلی (از بین ۱۵ روزنامه مورد تحقیق) به نسخه ۱۹۵۲ به عنوان «جام قهرمانان جهان» اشاره کردند. اینها مجله‌های ماریو فیلهو بودند: اولتیما هورا، جورنال دوس اسپورتس (همچنین به ماریو فیلهو متصل است، زیرا برادرش ریاست بخش ورزشی را برعهده داشت) و دیاریو - میناس گرایس (کمی پس از جام ۱۹۵۲، ماریو فیلهو از اینکه تماشاگران برزیلی، کوپا ریو ۱۹۵۲ را یک بازی می‌دانستند، مقاله‌ای نوشت. در مقایسه با سال ۱۹۵۱ از سطح فنی پایین‌تری برخوردار بود و متاسفم که در حالی که در سال ۱۹۵۱ پالمیراس پس از قهرمانی در کوپا ریو از خود به عنوان قهرمان باشگاه‌های جهان یاد کرد، فلومیننزه فتح سال ۱۹۵۲ خود را به همان شیوه در نظر نگرفت.
طبق گزارش او استادیو ده سائو پائولو، به دلیل مشکلاتی که درآوردن تیم‌های قدرتمند اروپایی برای رقابت در برزیل وجود داشت، CBD (کنفدراسیون ورزش برزیل - سپس اتحادیه فوتبال برزیل) تصمیم گرفت که رقابت بین قاره‌ای آن در سال ۱۹۵۳ باید با حضور چهار باشگاه برزیلی و چهار باشگاه خارجی به جای شش تیم خارجی برگزار شود. برنامه مسابقات ۱۹۵۳ از این تصمیم پیروی کرد. با این حال، اتحادیه فوتبال اروگوئه ناسیونال را به دلیل برنامه‌ریزی نزدیک لیگ داخلی اروگوئه از شرکت منع کرد و این باشگاه با تیم برزیلی فلومیننزه جایگزین شد، زیرا زمان کافی برای جستجوی یک جانشین خارجی وجود نداشت. پس از خروج اروگوئه، فلومیننزه و فلامینگو هر دو درخواست شرکت کردند و اتحادیه فوتبال برزیل به دلیل موقعیت فلومیننزه در جام ریو سائوپائولو، به این تیم اجازه ورود داد. بدین ترتیب رقابت‌ها شامل پنج تیم برزیلی و سه تیم خارجی شد. مسابقات سال ۱۹۵۳ نیز شاهد دعوت از برخی باشگاه‌ها و امتناع از شرکت در آن بود. روت‌وایس اسن (آلمان غربی) و پارتیزان (یوگسلاوی) دعوت شدند و پذیرفته شدند که در آن شرکت کنند اما سپس توسط کنفدراسیون ورزشی برزیل کنار گذاشته شدند. در مورد روت‌وایس اسن، دعوت آنها به دنبال قهرمانی آنها در جام حذفی آلمان، و عدم دعوت به دنبال شکست ۴–۰ در یک بازی دوستانه در اسن در برابر آمریکا (که در برزیل به عنوان یک باشگاه برتر دیده نمی‌شود) بود. روت‌وایس اسن از CBD برای غرامت مالی شکایت کرد و پرونده را به فیفا برد (نتایج پرونده مشخص نیست). علیرغم نام جدید مسابقات و توزیع متفاوت باشگاه‌های داخلی و خارجی، برخی منابع (ویرایش‌های او استادیو ده سائو پائولو و موندو دپورتیوو) مسابقات سال ۱۹۵۳ را به عنوان همان تورنمنت ۱۹۵۱–۱۹۵۲ ذکر کردند، در حالی که منابع دیگر (آراس‌اس‌اس‌اف) و نسخه‌های جورنال دو برزیل ۱۹۵۳) آن را به عنوان یک تورنمنت جانشین در نظر گرفتند.
بنابراین، لیست نهایی شرکت کنندگان در مسابقات ۱۹۵۳ به این ترتیب به پایان رسید: بوتافوگو (نفر دوم در بین تیم‌های ریو دو ژانیرو در جام ریو سائوپائولو)، فلومیننزه (سومین رتبه برتر در بین تیم‌های ریو دو ژانیرو در جام ریو سائوپائولو - به دلیل خروج ناسیونال به مسابقات آمد)، واسکو دوگاما (بهترین جایگاه در بین تیم‌های ریو دو ژانیرو در جام ریو سائوپائولو)، کورینتیانس (بهترین جایگاه در بین تیم‌های سائوپائولو در جام ریو سائوپائولو)، سائوپائولو (در بین تیم‌های سائوپائولو در جام ریو - سائوپائولو در رتبه دوم قرار گرفت)، الیمپیا (نایب قهرمان مسابقات قهرمانی پاراگوئه در سال ۱۹۵۳)، هیبرنین (قهرمان اسکاتلند) و اسپورتینگ (قهرمان پرتغال). تیم واسکو دوگاما برنده مسابقات شد. جذابیت اصلی اروپا در جام ۱۹۵۳ هیبرنین بود، باشگاهی که به عنوان قهرمان اسکاتلند، جزو اولین کسانی بود که به هر دو دوره کوپا ریو (۱۹۵۱–۱۹۵۲) دعوت شد و در هر دو مورد رد شده بود. آن ترکیب هیبرنین به خاطر «پنج نفر معروف» خود معروف بود و امروزه باشگاه از شرکت آنها در جام ۱۹۵۳ به عنوان «اولین باشگاه بریتانیایی که در مسابقات قهرمانی باشگاه‌های جهان در سال ۱۹۵۳ بازی می‌کند» یاد می‌کند. دیگر شرکت کننده اروپایی اسپورتینگ بود، باشگاهی که مانند سال‌های ۱۹۵۱ و ۱۹۵۲، در سال ۱۹۵۳ هم در جام لاتین و هم در مسابقات بین‌المللی باشگاهی اتحادیه فوتبال برزیل شرکت کرد.
همچنین در سال ۱۹۵۳، اتحادیه فوتبال اروگوئه جام باشگاه‌های خود را در سراسر جهان راه اندازی کرد، بر اساس کوپا ریو، و به نام کوپا مونته ویدئو، که در سال‌های ۱۹۵۳ و ۱۹۵۴ در اروگوئه بازی می‌شد، به ترتیب تیم‌های ناسیونال و پنیارول قهرمان آن شدند و در هر دوره ۶ باشگاه از آمریکای جنوبی و فقط ۲ باشگاه اروپایی در آن حضور داشتند. نسخه ۱۹۵۳ شامل تیم‌های ناسیونال، پنیارول، بوتافوگو، فرست وینا، فلومیننزه، کولو کولو، دینامو زاگرب و پرزیدنت هیز و نسخه ۱۹۵۴ شامل پنیارول، ناسیونال، فلومیننزه، آمریکا، راپید وین، آلیانزا لیما، نورشوپینگ و اسپورتیوو لوکنیو.
در سال ۱۹۵۵، اتحادیه فوتبال برزیل یک رقابت باشگاهی بین‌المللی دیگر به نام چارلز ویلیام میلر با ۴ باشگاه برزیلی (کورینتیانس، فلامینگو، پالمیراس، آمریکا) و تنها ۲ باشگاه خارجی، بنفیکا و پنیارول ترتیب داد. تیم کورینتیانس برنده مسابقات شد. همان سال، سال افتتاحیه لیگ قهرمانان اروپا بود که به اولویت اصلی باشگاه‌های اروپایی تبدیل شد برگزار شد؛ بنابراین قطعاً امیدهای اتحادیه فوتبال برزیل برای ایجاد یک جام اروپایی به خاک سپرده شد.
بنابراین، در سال ۱۹۵۵ اتحادیه فوتبال برزیل تصمیم گرفت که سازماندهی مسابقات باشگاهی بین قاره‌ای را به‌طور کامل متوقف کند. اوتورینو باراسی در ارتباط با روزنامه‌نگار یانوش لنگیل در سال ۱۹۵۵، که در روزنامه برزیلی دیاریو دا نویتی منتشر شد، نظر خود را در مورد اینکه چرا اتحادیه فوتبال برزیل نتوانست مهم‌ترین باشگاه‌های اروپایی را برای رقابت در برزیل جذب کند، ارائه کرد: "تا زمانی که ما اصرار داریم که یک جام بین‌المللی را با برنامه‌ریزی شروع آن برای تاریخ‌هایی که به بهترین وجه برای ما مناسب است ایجاد کنیم. تا زمانی که خودمان شرایط فنی - مالی این جام را ایجاد کنیم. و بعد از اینکه همه اینها تصمیم‌گیری شد، به دنبال باشگاه‌های اروپایی برویم که شرکت در جام را قبول می‌کنند. تا زمانی که این اتفاق بیفتد، ما مشکلات بزرگی خواهیم داشت. راه درست، در صورتی که فدراسیون فوتبال برزیل بخواهد به‌طور منظم جام‌های بین‌المللی را در برزیل برگزار کند، به شرح زیر است: از قبل کشورهایی را تعیین کنید که قهرمانان یا باشگاه‌های برتر آنها باید در جام حضور داشته باشند. اساس زمان مناسب جام را تعیین کنید (تعیین کنید که آیا جام باید هر ۲ سال یا هر ۴ سال یکبار برگزار شود). نمایندگان کشورهایی را که قرار است شامل شوند گرد هم بیاورند. و سپس تاریخ و کلیه شرایط حضور در جام را تعیین کنیم؛ بنابراین، همه بخش‌های ذی‌نفع (همه اتحادیه‌های فوتبال ملی علاقه‌مند) پیشاپیش می‌دانند که باشگاه‌های قهرمان آنها (باشگاه قهرمان آنها یا هر باشگاهی که باید انتخاب شود) در فرصتی مناسب و بدون نیاز به تظاهرات ناامیدانه به برزیل بروند. که همیشه شانس کمی برای موفقیت دارند (به معنی: تظاهرات ناامیدانه اتحادیه فوتبال برزیل برای تلاش برای آوردن باشگاه‌های اروپایی برای رقابت در برزیل). و چنین جامی از برکت و همه تضمین‌های فیفا برخوردار خواهد بود، چیزی که می‌تواند از نظر مدیریتی، کامل بودن آن را تضمین کند.» سخنان اوتورینو باراسی در سال ۱۹۵۵ طنین انداز است، برای مثال جام لاتین که به‌طور مشترک توسط فدراسیون‌های ملی هر ۴ کشور شرکت کننده سازماندهی شده‌است.

### پس از آن
نسخه ۱۹۵۱ کوپا ریو یکی از «جام قهرمانان» بود که توسط باشگاه‌ها یا اتحادیه‌های ملی فوتبال سازماندهی شد، قبل از شروع جام باشگاه‌های اروپا در سال ۱۹۵۵، نمونه‌های دیگر قبل از ۱۹۵۵ کوپا آلدائو، جام ملت‌ها، جام قهرمانان آمریکای جنوبی و جام لاتین. در ماه مه ۱۹۵۵، فیفا موافقت کرد که جام باشگاه‌های اروپا را به عنوان یک رقابت رسمی به رسمیت بشناسد، تنها به شرطی که یوفا برگزار کننده آن باشد. از آن پس، مسابقات بین‌المللی باشگاهی که منحصراً توسط باشگاه‌ها و اتحادیه‌های ملی فوتبال (نه کنفدراسیون‌های قاره‌ای مانند یوفا) مانند کوپا ریو برگزار می‌شوند، از اهمیت خود کاسته می‌شوند یا خاموش می‌شوند یا صرفاً به عنوان جام‌های دوستانه در نظر گرفته می‌شوند. یک تلاش در سال ۱۹۶۰ در ایالات متحده برای ایجاد یک جام جهانی باشگاه‌ها در راستای کوپا ریو انجام شد: لیگ بین‌المللی فوتبال. با این حال، در سال ۱۹۶۰ جام بین قاره‌ای به عنوان یک مسابقه «بهترین باشگاه جهان» مورد تأیید یوفا/کونمبول به وجود آمد و بر لیگ بین‌المللی فوتبال یا هر تلاش دیگری برای ایجاد یک «جام جهانی باشگاهی» دیگر سایه انداخت تا زمان ایجاد جام باشگاه‌های فوتبال جهان. جام در سال ۲۰۰۰ ساخته و در سال ۲۰۰۵ با جام بین قاره‌ای ادغام شد.

## لیست قهرمانان
| سال  | قهرمان    | نایب قهرمان | بازی رفت | بازی برگشت | ورزشگاه          | نتیجه |
| ---- | --------- | ----------- | -------- | ---------- | ---------------- | ----- |
| ۱۹۵۱ | پالمیراس  | یوونتوس     | ۱–۰      | ۲–۲        | ورزشگاه ماراکانا | ۳–۲   |
| ۱۹۵۲ | فلومیننزه | کورینتیانس  | ۲–۰      | ۲–۲        | ورزشگاه ماراکانا | ۴–۲   |

## جانشین کوپا ریو
در سال ۱۹۵۳، کنفدراسیون ورزشی برزیل، جام اکتوگونال ریواداویا کوریا مایر را به عنوان جانشین کوپا ریو سازماندهی کرد. این مسابقات با حضور تیم‌هایی از اروپا و آمریکای جنوبی و فرمت مشابهی نسبت به دوره قبلی خود برگزار شد و همچنین از ۷ ژوئن تا ۴ ژوئیه در ریو دو ژانیرو و سائوپائولو برگزار شد. این مسابقه تنها یک بار برگزار شد و واسکو دوگاما برنده آن شد.

## وضعیت کوپا ریو به عنوان جام باشگاه‌های جهان

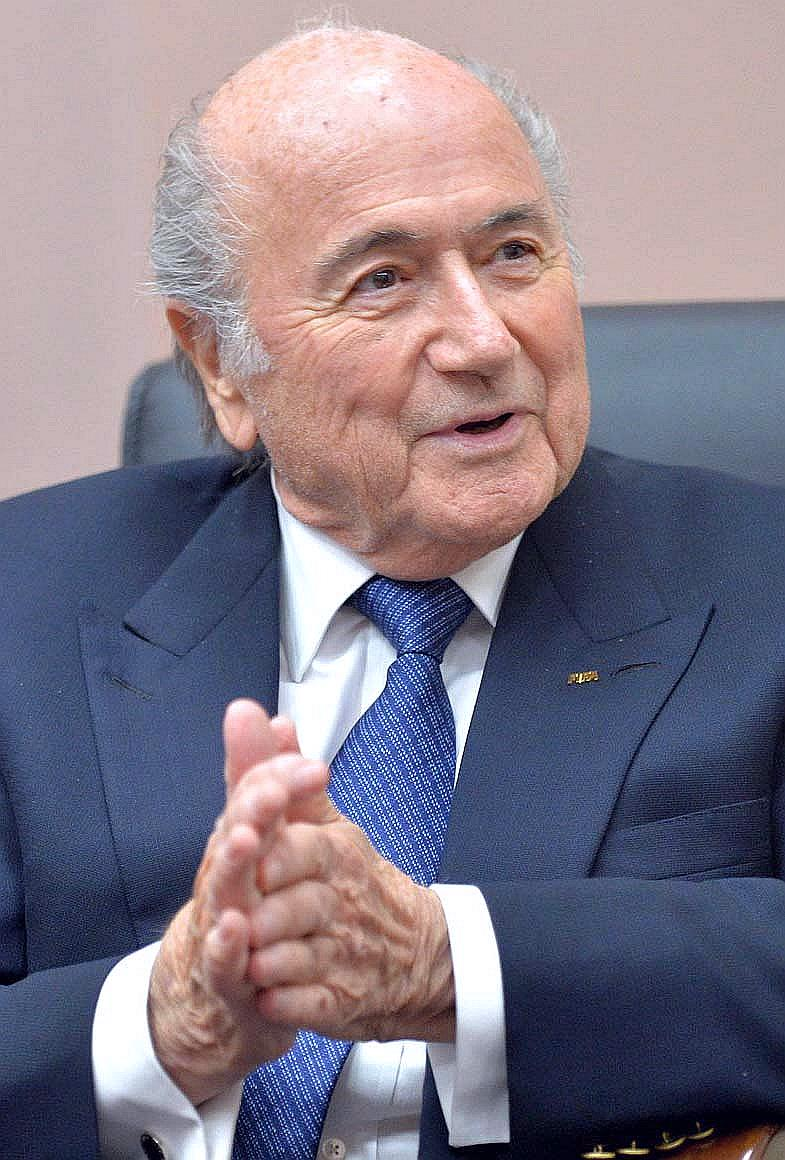
سپ بلاتر، رئیس سابق فیفا به مطبوعات برزیل گفته‌است که فیفا در دوران تصدی مسئولیت خود، جام جهانی ۱۹۵۱ کوپا ریو را به عنوان یک جام جهانی باشگاه‌های قانونی و در نتیجه پالمیراس را به عنوان قهرمان باشگاه‌های جهان به رسمیت شناخت، بیانیه‌ای که توسط جانشین او، جانی اینفانتینو مورد مناقشه قرار گرفته‌است.

وضعیت مسابقات به عنوان «جام جهانی باشگاهی» به شدت در برزیل مورد بحث است، زیرا هم باشگاه برنده ۱۹۵۱ پالمیراس و هم باشگاه برنده ۱۹۵۲ فلومیننزه خود را به عنوان اولین قهرمان فوتبال باشگاهی جهان می‌دانند. تعدادی از درخواست‌ها برای به رسمیت شناختن یا تصدیق رسمی فیفا از کوپا ریو به عنوان یک تورنمنت رسمی شناخته شده «قهرمانان جهان باشگاهی» به فیفا ارائه شده‌است. در درجه اول توسط پالمیراس، برنده کوپا ریو ۱۹۵۱ و اتحادیه فوتبال برزیل. از سال ۲۰۰۷، این موضوع به یک موضوع بحث‌برانگیز تبدیل شد: از یک طرف، کوپا ریو بدون شک برای تعیین «قهرمانان باشگاهی جهان» ایجاد شد و پالمیراس در سال ۱۹۵۱ در برزیل به این شیوه جشن گرفت. از سوی دیگر، این رقابت از هدف ارائه بهترین‌های فوتبال اروپا و آمریکای جنوبی کوتاهی کرد، همان‌طور که از لیست باشگاه‌هایی که دعوت شده‌اند و از شرکت خودداری کرده‌اند، قابل مشاهده است.
در سال ۲۰۰۶، پالمیراس سندی را برای فیفا تهیه کرد که در آن به‌طور مفصل کوپا ریو ۱۹۵۱ را توصیف کرد تا از آن درخواست تأیید رسمی فتح آنها به عنوان اولین قهرمانی باشگاهی فوتبال جهان را ارائه بدهد. این سند حاکی از آن بود که شرکت استنلی راس و اوتورینو باراسی از مقامات فیفا در سازماندهی مسابقات سال ۱۹۵۱، نشانه آشکاری از برکت فیفا به آن در سال ۱۹۵۱ بود، و ثابت کرد که فیفا باراسی را به عنوان نماینده فیفا در سازماندهی مسابقات تعیین کرده‌است. واقعیت، در مصاحبه‌ای در سال ۱۹۵۱، ژول ریمه، رئیس فیفا، ضمن تمجید از ابتکار برزیل برای کوپا ریو، هرگونه دخالت یا مسئولیت فیفا در آن را رد کرد. راس و باراسی عمدتاً در مذاکرات با باشگاه‌های اروپایی شرکت داشتند، در حالی که باراسی همچنین به سازماندهی چارچوب مسابقات کمک کرد، زیرا در سال ۱۹۵۱ چندین بار در برزیل حضور داشت، به عنوان مثال برای بازی فینال مسابقات. جذب باشگاه‌های اروپایی نیز در سال ۱۹۵۲، و همچنین در مسابقات جانشین آن در سال ۱۹۵۳، هرچند تنها از طریق تماس تلفنی، بدون هیچ مدرکی دال بر اینکه او شخصاً در سال‌های ۱۹۵۲ و ۱۹۵۳ به برزیل آمد، همان‌طور که چندین بار برای نسخه ۱۹۵۱ انجام داد.
در مه ۲۰۰۷، پالمیراس نامه‌ای از فیفا دریافت کرد که توسط دبیرکل وقت اورس لینسی امضا شده بود و در آن پالمیراس را به عنوان قهرمان باشگاه‌های جهان در سال ۱۹۵۱ به رسمیت می‌شناخت. با این حال، این تصمیم بعداً توسط سپ بلاتر، رئیس فیفا پس گرفته شد و اعلام کرد که موضوع هنوز در حال بررسی است. در ۲۶ آوریل، فیفا اعلام کرد که مراحل اتخاذ این تصمیم هنوز تکمیل نشده‌است و این موضوع تنها در سطح اداری توسط دبیرخانه کل رسیدگی شده‌است، اما با توجه به اهمیت موضوع، به کمیته اجرایی فیفا ارسال شد. در دسامبر ۲۰۰۷، فیفا اعلام کرد که اولین جام باشگاه‌های جهان در سال ۲۰۰۰ در برزیل برگزار شد، بنابراین کوپا ریو را به عنوان یک رویداد رسمی فیفا به رسمیت نشناخته‌است. توضیح اینکه کوپا ریو یک رویداد رسمی فیفا نیست زیرا حضور اوتورینو باراسی در کمیته سازماندهی کوپا ریو در سال ۱۹۵۱ نشانه تأیید فیفا از کوپا ریو در سال ۱۹۵۱ نبود.
در آوریل ۲۰۱۳، در ارتباط با وزیر ورزش برزیل، آلدو ربلو، دبیرکل فیفا، ژروم والکه، اظهار داشت که فیفا پالمیراس را به عنوان قهرمان «اولین جام باشگاه‌های جهان» به رسمیت شناخته‌است (همان‌طور که در سند نوشته شده‌است).
در سال ۲۰۱۴، کمیته اجرایی فیفا پالمیراس را به عنوان قهرمان «اولین رقابت باشگاهی در سراسر جهان» (همان‌طور که در سند نوشته شده‌است) به رسمیت شناخت. همچنین جوزف بلاتر، رئیس فیفا، به مطبوعات برزیلی اظهار داشت که فتح پالمیراس در سال ۱۹۵۱ توسط فیفا به رسمیت شناخته شده‌است و بنابراین پالمیراس باید به عنوان قهرمان باشگاه‌های جهان در نظر گرفته شود. یک هفته پس از بیانیه بلاتر، فیفا به مطبوعات برزیل اعلام کرد که کمیته اجرایی فیفا «با به رسمیت شناختن جام کوپا ریو ۱۹۵۱ به عنوان اولین جام باشگاهی در سطح جهان موافقت کرد».
در ۲۲ ژوئیه ۲۰۱۶، فیفا ۶۵امین سالگرد قهرمانی کوپا ریو ۱۹۵۱ توسط پالمیراس را جشن گرفت. فیفا در اینستاگرام پست کرد: "سبز رنگ حسادت است. سبز بزرگ حسادت جهانیان را برانگیخت. #۶۵ سال پیش در چنین روزی. پالمیراس الهام گرفته از لیمینها، تیم یوونتوس را که بازیکنانی از جمله جیامپیرو بونیپرتی و یک تیم سه‌گانه دانمارکی را برای تبدیل شدن به اولین قهرمان بین قاره‌ای این ورزش در باشگاه‌های جهان شکست داد. ۱۰۰٬۰۰۰ نفر آن را در ماراکانا تماشا کردند. یک میلیون نفر در خیابان‌های سائوپائولو به استقبال قهرمانان خود در خانه رفتند. (همان‌طور که در پست نوشته شده‌است).
در ژانویه ۲۰۱۷، زمانی که فیفا بیانیه زیر را صادر کرد، تمایز بین "مسابقه جهانی" (در سراسر جهان، اما لزوماً نشان دهنده قهرمان جهان نیست) و "مسابقه اعطای برچسب قهرمان جهان" افزایش یافت. کوپا ریو و جام بین قاره‌ای به عنوان نمونه از مسابقاتی که فیفا وجود آنها را مثبت ارزیابی کرد: "در جلسه خود در سائوپائولو در ۷ ژوئن ۲۰۱۴ کمیته اجرایی فیفا با درخواست ارائه شده توسط CBF برای تصدیق سال ۱۹۵۱ موافقت کرد. مسابقات بین باشگاه‌های اروپایی و آمریکای جنوبی به عنوان اولین رقابت باشگاهی در سراسر جهان و پالمیراس به عنوان برنده آن معرفی شد. فیفا ابتکارات برای ایجاد مسابقات باشگاهی در سرتاسر جهان در طول تاریخ را تصدیق می‌کند و برای آن ارزش قائل است. پیشگام کوپا ریو که در سال‌های ۱۹۵۱ و ۱۹۵۲ بازی کرد و جام بین قاره‌ای اما تا سال ۲۰۰۰ بود که فیفا سازماندهی کرد اولین جام جهانی باشگاه‌های فیفا، با نمایندگانی از هر شش کنفدراسیون برگزار شود. برندگان این مسابقات که از سال ۲۰۰۵ به بعد هر ساله برگزار می‌شود، کسانی هستند که به طور رسمی توسط فیفا به عنوان قهرمان باشگاه‌های جهان شناخته می‌شوند. پس از بیانیه فوق الذکر فیفا در سال ۲۰۱۷، رسانه‌های گروهی فوتبال برزیل شروع به این سوال کردند که آیا عبارت «اولین رقابت باشگاهی در سراسر جهان» (که در سند جلسه ۲۰۱۴ کمیته اجرایی فیفا در مورد به رسمیت شناختن کوپا ریو ۱۹۵۱ استفاده شده‌است) به معنای معادل آن، از یک «جام جهانی باشگاهی» است، یا صرفاً به معنای یک جام باشگاهی در سراسر جهان است، اما بدون اشاره به قهرمانان باشگاهی جهان.
در آوریل ۲۰۱۹، جیانی اینفانتینو، رئیس فیفا، در مصاحبه با رسانه‌های برزیلی، این دیدگاه را تکرار کرد که فقط برندگان جام بین قاره‌ای و جام باشگاه‌های جهان به عنوان قهرمانان باشگاه‌های جهان به رسمیت شناخته می‌شوند: "ما (فیفا) قبلاً تصمیم گرفته‌ایم که عنوان قهرمانی جهان را به هر کسی که از سال ۱۹۶۰ بین اروپا و آمریکای جنوبی قهرمان جام شده‌است، بدهیم. ۱۹۵۱ کمی عقب‌تر است. عنوان جهانی پالمیراس… برای معجزه باید از شخص دیگری بپرسید نه من… " همچنین در آوریل ۲۰۱۹، جوزف بلاتر، رئیس سابق فیفا (که تا دسامبر ۲۰۱۵ این سمت را برعهده داشت) به مطبوعات برزیل اعلام کرد که پالمیراس در سال ۲۰۱۴ توسط فیفا به رسمیت شناخته شده‌است و بنابراین باید به عنوان قهرمان باشگاه‌های جهان در نظر گرفته شود.
تا آنجا که به اسناد وب سایت رسمی فیفا مربوط می‌شود، فیفا در اکتبر ۲۰۱۷ موضع دیرینه خود را در مورد جام بین قاره‌ای تغییر داد و رسماً (با تأیید شورای فیفا) تمام قهرمانان خود را (از سال ۱۹۶۰ تا ۲۰۰۴) به عنوان قهرمان به رسمیت شناخت. قهرمانان جهان برندگان جام بین قاره‌ای و جام باشگاه‌های جهان به عنوان قهرمانان باشگاه‌های جهان در کیت آماری جام باشگاه‌های جهان فیفا، سند رسمی فیفا در مورد رقابت‌های باشگاه‌های جهان، ذکر شده‌اند، و به رسمیت شناختن فوق‌الذکر در تمام نسخه‌های سالانه سند فوق‌الذکر از سال ۲۰۱۷ ذکر شده‌است. از زمان به رسمیت شناختن فیفا در سال ۲۰۱۴، کوپا ریو هرگز در این سند ذکر نشده‌است، که باعث ایجاد بحث و جدل در برزیل در مورد اینکه فیفا تا چه اندازه کوپا ریو را به رسمیت می‌شناسد، نمی‌شناسد.
فیفا در آستانه اولین بازی پالمیراس در جام باشگاه‌های جهان ۲۰۲۱، متنی را در مورد تاریخچه پالمیراس در وب سایت خود منتشر کرد. در کوپا ریو ۱۹۵۱، متن این بود: شکوه جهانی برای "سبز بزرگ": قهرمانی جهان سال‌ها توسط برخی از مهم‌ترین مهاجمان فوتبال - ژول ریمه، اوتورینو باراسی و استنلی روس - در رؤیا و مورد بحث قرار گرفته بود. و سرانجام برای سال ۱۹۵۱ در برزیل، که اخیراً میزبان جام جهانی فوتبال بود، برنامه‌ریزی شد. این رقابت هشت تیمی شامل برخی از تیم‌های برتر اروپا، غول‌های اروگوئه‌ای ناسیونال و دو برزیلی واسکو دوگاما و پالمیراس بود که به عنوان تیم برنده مسابقات ریو - سائوپائولو راه یافتند. بازیکنان مورد علاقه یوونتوس بودند که از یک حمله استثنایی با حضور کارل آژه هانسن، کارل آژه پرست، جان هانسن و جیامپیرو بونیپرتی، و واسکو که ۸ نفر از تیم ملی برزیل در جام جهانی را در سال گذشته تشکیل می‌دادند، به این مساباقت رفتند. موقعیت این دو به عنوان میهمانان در مرحله گروهی تقویت شد و غول‌های کاریوکا ۵–۱ اسپورتینگ لیسبون و آستریا وین را شکست دادند و تایتان‌های تورینی ۴–۰ پالمیراس را شکست دادند. با این حال، قدرت‌های پائولیستا ایده‌های دیگری داشتند و با کنار زدن ضربات مصدومیت، واسکو را ۲–۱ در طول ۱۸۰ دقیقه در نیمه نهایی شکست دادند و در بازی اول فینال، یوونتوس را با نتیجه ۱–۰ شگفت‌زده کردند. ریو دو ژانیرو در روز تصمیم‌گیری مملو از جمعیت بود و طبق گزارش‌ها ۱۰٬۰۰۰ ایتالیایی در هتل‌های آن جمع شده بودند و مطمئن بودند که یوونتوس پیروز خواهد شد. با این حال لیمینها، یک جوان ۲۱ ساله که مسابقات را از روی نیمکت آغاز کرده بود، کمک کرد تا اولین گل تساوی ایجاد شود و در تساوی ۲–۲ در مقابل بیش از ۱۰۰٬۰۰۰ نفر در ماراکانا، گلی دیرهنگام و گل قهرمانی را به ثمر رساند.